# Kożuszki-Kolonia
Kożuszki-Kolonia [kɔˈʐuʂki kɔˈlɔɲa] est un village polonais de la gmina de Sochaczew dans le powiat de Sochaczew et dans la voïvodie de Mazovie.